# Matteo Ricci
Padre Matteo Ricci (Macerata, 6 ottobre 1552 – Pechino, 11 maggio 1610) è stato un gesuita, matematico, cartografo e sinologo italiano. È stato proclamato Servo di Dio il 19 aprile 1984 da papa Giovanni Paolo II, mentre il 17 dicembre 2022 gli viene attribuito il titolo di Venerabile da papa Francesco.
Vissuto al tempo della dinastia Ming, Padre Matteo Ricci ha impresso un forte impulso all'azione evangelizzatrice ed è riconosciuto come uno dei più grandi missionari della Cina. Il suo nome in lingua mandarina era Lì Mǎdòu (cinese tradizionale: 利瑪竇, cinese semplificato: 利玛窦), dalla traslitterazione delle proprie iniziali nei suoni cinesi, mentre nella cerchia dei mandarini ricevette il titolo onorifico di Studioso confuciano del grande Occidente (泰西儒士T, Tàixī RúshìP).

## La vita

### Dalla nascita al 1582
Matteo Ricci nacque a Macerata, all'epoca parte dello Stato Pontificio, in seno ad una famiglia nobile. I genitori erano Giovanni Battista Ricci, speziale, e Giovanna Angiolelli. Fin da bambino manifestò l'intenzione di recarsi un giorno in Cina, terra di cui aveva letto nell'opera di Marco Polo ed in quella del francescano Odorico da Pordenone. In quest'ultima aveva trovato il racconto del ritrovamento, avvenuto nel 1326, dei corpi dei quattro frati martiri di Thane, uccisi nel 1321. Il loro martirio contribuì ad alimentare il suo desiderio, maturato successivamente, di intraprendere la via della missione per testimoniare Cristo.
Iniziò gli studi nel 1561 nel Collegio dei Gesuiti della città natale. Nel 1568, all'età di 16 anni, fu inviato dal padre a Roma per studiare giurisprudenza al Collegio Romano. Attratto dagli ideali e dalle attività dei Gesuiti, nel 1571, a 19 anni, entrò nella Compagnia di Gesù con professione presso la chiesa di Sant'Andrea al Quirinale. Si dedicò poi a studi scientifici ed in particolare all'astronomia, alla matematica, alla geografia ed alla cosmologia sotto la guida di diversi maestri, tra i quali il tedesco padre Cristoforo Clavio e padre Alessandro Valignano da Chieti. Sotto l'influsso di quest'ultimo maturò la decisione di dedicarsi ad attività missionarie.
Nel 1573 padre Alessandro Valignano venne nominato "Visitatore" delle missioni delle Indie Orientali (che all'epoca comprendevano praticamente l'Asia intera), carica che gli conferì poteri vastissimi in quanto diretta emanazione del Superiore Generale dei gesuiti. Poco prima, nel 1571, Ricci era stato testimone della cruenta battaglia di Lepanto. Nel 1577 si trasferì a Coimbra, in Portogallo, per prepararsi adeguatamente ad intraprendere l'apostolato in Asia. Nel marzo 1578, in ottemperanza delle strategie del padre visitatore, salpò da Lisbona per l'India assieme ad altri 14 confratelli. Il 13 settembre giunse a Goa, avamposto portoghese sulla costa indiana. Qui trascorre alcuni anni, insegnando materie umanistiche nelle scuole della Compagnia. Nel 1580 fu ordinato sacerdote a Kochi (India), dove celebrò la prima messa il 26 luglio.
Nel frattempo, nel 1580, Valignano riuscì ad ottenere la gestione del porto di Nagasaki che trasformò da porticciolo di pescatori in porto commerciale in grado di far concorrenza a quelli di Macao e Goa. I proventi derivati da queste attività gli consentirono di aprire ulteriori missioni in tutta l'Asia. Infatti nel 1582, su sua espressa richiesta, Matteo Ricci lasciò l'India e partì a 30 anni alla volta della Cina, paese nel quale i Gesuiti, fin dalla fondazione dell'ordine nel 1534, desideravano recarsi per fondare nuove missioni. Il progetto per le missioni gesuite in Cina era stato preparato dal Valignano nel 1578, con apposite istruzioni scritte al padre provinciale di Macao.

### La missione in Cina

Carta geografica completa di tutti i regni del mondo, la cui prima edizione risale al 1602

Il 7 agosto 1582, dopo due mesi di viaggio, Ricci sbarcò a Macao con il confratello Michele Ruggieri e visse inizialmente nella Cina meridionale, essendo il resto del paese ancora proibito agli stranieri. Qui, indossati gli abiti da bonzo, si dedicò all'apprendimento della lingua e dei costumi cinesi e produsse la prima edizione della sua opera cartografica, intitolata Grande mappa dei diecimila Paesi, che univa le conoscenze geografiche dei cinesi a quelle degli occidentali.
Matteo Ricci impiegò 18 anni prima di riuscire a stabilirsi nella capitale imperiale Pechino. In questo periodo fondò cinque residenze missionarie dei gesuiti in Cina.
Il 10 settembre 1583 Ricci, sempre col confratello Ruggieri, ottenne dalle autorità cinesi il permesso di stabilirsi a Shao-ch'ing (Zhaoqing), ad ovest di Canton, sede del viceré del Kwantung e Kwansi, dove poté continuare la propria opera missionaria, integrandosi con le usanze locali. Seguendo la via teorica tracciata dal suo maestro e superiore padre Valignano, «Farsi cinese con i cinesi» diventò presto il suo motto. Ottenne anche il permesso di costruire una chiesa in loco, edificio che venne costruito nel corso di due anni.
Nel 1588 Valignano, scontento dell'impostazione data dal Ruggieri alla missione (sua era stata l'idea non fruttuosa di vestirsi da bonzi) decise di allontanarlo dalla Cina lasciando la gestione della missione al solo Ricci, preferendo invece inviare il Ruggieri dal Papa per sollecitare la predisposizione di una ambasceria in Cina. Ricevette dal pontefice esito negativo. Ruggieri si ritirò in Italia dove rimase sino alla sua morte.
Nel 1589 Matteo Ricci si trasferì a Shao-Chou, dove entrò in stretta amicizia con lo studioso confuciano Qu Taisu (Chu T'ai‑su); gli insegnò le nozioni basilari della matematica e gli mostrò un'invenzione tipicamente occidentale come l'orologio. Qu Taisu gli consigliò a sua volta di abbandonare le vesti da bonzo buddista e di adottare quelle dello studioso cinese. Questo gli valse la possibilità di entrare nei circoli dei mandarini, gli alti funzionari imperiali. In questo periodo egli perfezionò la lingua e riuscì a conoscere in profondità le culture del mondo cinese. Qui costruì la sua seconda chiesa, in stile locale.
Nel 1592 Ricci fu convocato a Macao da padre Valignano. I due religiosi discussero per due mesi sul criterio di "adattamento" che fosse il più confacente possibile alla cultura ed al carattere dei cinesi. Al termine, Valignano consegnò a Ricci la conseguente direttiva missionaria.

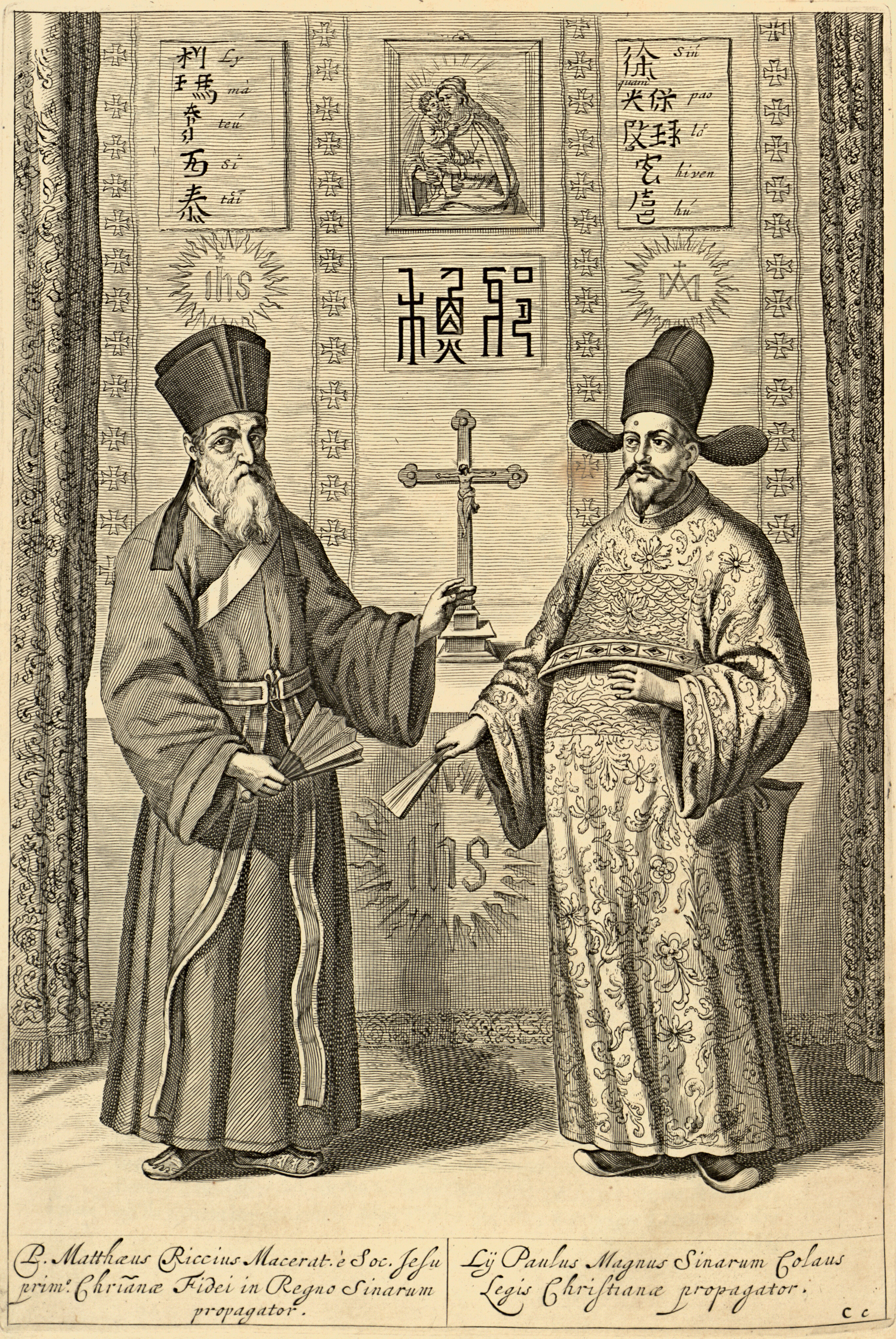
Ricci e Xu Guangqi in una illustrazione del 1670

Nel 1593 padre Alessandro Valignano approvò le metodologie d'apostolato del Ricci, mutuate ed adattate dalle sue proprie teorie già applicate in Giappone, e lo spronò a recarsi a Pechino. Così, mentre, nel 1594, Valignano fondava a Macao il "Collegio", centro per tutti i missionari di stanza in Cina ed in Giappone, la prima Università dell'Asia orientale, Ricci ed i suoi confratelli dismisero definitivamente gli abiti da bonzi buddisti, presero nomi cinesi (Li Ma Tou dove Li sta per l'iniziale del cognome Ri e Ma Tou come suono più vicino a "Matteo") e scelsero di apparire come letterati confuciani, lasciandosi crescere barba e capelli e facendosi portare in portantina da tre servi. In questo contesto Ricci ebbe la grande intuizione di identificare il cristianesimo come il naturale sviluppo del confucianesimo iniziale, da un lato facendo intendere che il cristianesimo era una pianta già seminata in oriente e non trapiantata da stranieri, dall'altro spazzando via in tal modo le sovrastrutture "filosofico-teologiche" confuciane più recenti che sarebbero andate in contrasto col catechismo. Queste innovazioni, pur tra le vivaci proteste di domenicani e francescani che stigmatizzavano, tra l'altro, l'eccessivo lusso ostentato, ricevettero il consenso del padre generale della Compagnia di Gesù, Claudio Acquaviva, e di papa Clemente VIII.
Nel 1595 Ricci progettò di recarsi a Nanchino e Pechino, partì il 18 aprile al seguito di un gran Mandarino che si recava in queste due città, ma fu fermato poco dopo l'inizio del viaggio. Il 28 giugno si stabilì a Nanchang (circa 1.460 km da Pechino), capoluogo del Jiangxi, fondandovi la terza residenza. A Nanchang, su richiesta del Principe di Kienan, raccolse e tradusse in cinese i Detti dei nostri filosofi e dei nostri santi sull'amicizia: fu la prima opera scritta in cinese da Ricci, primo sinologo europeo [richiede citazione, intanto ci sono anche Martín de Rada e Juan Cobo un po' prima]. Compose inoltre il Palazzo della memoria, un trattato di mnemotecnica che riscosse un grande successo.
Nel 1597 Ricci fu nominato Superiore della Missione di Cina. Al seguito del Ministro dei Riti, che intendeva fargli riformare il calendario cinese, il 25 giugno 1598 Ricci lasciò Nanchang alla volta di Nanchino (circa 1.000 km da Pechino). Ritornato a Nanchino il 6 febbraio 1599, decise di fondare in quella città un'altra residenza. Ricci perfezionò il dizionarietto portoghese-cinese su cui lavorava da anni (fu il primo lavoro sinologico del genere) annotando toni e consonanti aspirate. Completò anche una parafrasi latina dei "Quattro libri" confuciani (四书) e tracciò tre carte geografiche del mondo in lingua cinese: la prima suscitò stupore e indignazione nei suoi interlocutori cinesi, perché Ricci - seguendo la tradizione cartografica occidentale - aveva posizionato l'Europa al centro del planisfero lasciando la Cina vicino al margine destro, il che appariva inaccettabile perché il nome stesso dell'Impero significa «Regno di Mezzo»; per evitare incomprensioni, nelle carte successive Ricci si sforzò di porre sempre la Cina al centro del planisfero. Egli introdusse inoltre nella cultura cinese i primi elementi di geometria euclidea. Il mandarino Wan Pan fu incuriosito dall'opera di Ricci, in particolare dagli orologi, e lo invitò alla sua corte, a Nanchino.
La sua azione missionaria nel territorio cinese negli anni che vanno dal 1582 fino alla sua morte (nel 1610), ha segnato la ripresa del cattolicesimo cinese in concomitanza con tanti altri missionari non solo gesuiti ma anche francescani e domenicani, dopo un lungo silenzio che durava dal XIII secolo. L'ultima presenza cattolica in Cina può essere considerata la missione del francescano Giovanni da Montecorvino.
Matteo Ricci ebbe così a descrivere, in una missiva del 1606 al Superiore Generale, la dipartita di padre Valignano: «Quest'anno, oltre agli altri travagli che mai ce ne mancano, avessimo questo molto grande della morte del padre Valignano padre di questa missione, con la perdita del quale restassimo come orfani, e non so con che Vostra Paternità ce la possa ristorare (...) fu notato da tutti aver Iddio permesso che questo regno non potesse godere dell'aiuto di due grandi servi di Iddio, il Beato padre Francesco Saverio et il padre Alessandro Valignano, che desiderarono tanto entrare in questo regno per il bene di tante anime, et ambedue morirono alla porta di esso senza potere porre in opera il loro desiderio».
Il suo debito verso il defunto risaliva al 1582, quando padre Alessandro Valignano aveva scritto il saggio "Il cerimoniale per i missionari del Giappone", sostituito dieci anni dopo dal "Libro delle Regole" dello stesso Valignano, che furono le basi teoriche del metodo dell'inculturazione e dell'adattamento utilizzato e sviluppato da tutti i missionari dell'epoca in Asia, a partire da Matteo Ricci.
Gli studi condussero Matteo Ricci ad approfondire i concetti di inculturazione e adattamento, già teorizzati, ed applicati in India e Giappone, ed in maniera ben diversa tra i due posti, dal Valignano. Analogamente, alle prese con il problema di creare un ponte tra due culture lontane, Ricci ritenne che la filosofia greca fosse quella più vicina al confucianesimo e perciò in grado di aprire le porte del continente asiatico al cristianesimo. Valignano si rese conto che l'approccio "ponte" del buddismo, adottato da padre Ruggieri nel presentarsi e nel redigere il catechismo in cinese, non avrebbe avuto buoni risultati sia per la scarsa autorevolezza dei bonzi in quel periodo storico, sia perché ricordava l'analogo fallimento di padre Francesco Saverio in Giappone, scambiato per l'esponente di una nuova setta buddista indiana. 
Valignano esonerò di fatto Ruggieri ed ordinò a Matteo Ricci di rifarsi al Confucianesimo cinese: da ciò Ricci trasse il mandato a redigere un nuovo catechismo.

Il Concilio Ecumenico Vaticano II, con il decreto Ad Gentes, riprese nel 1965 i principi dell'inculturazione di cui ritroviamo molti elementi nell'opera missionaria di Valignano.
In un dibattito con i letterati confuciani, l'opinione di Ricci, secondo cui il culto dei cinesi verso gli antenati poteva essere accolto e integrato nella pratica religiosa cristiana, fu apprezzata dai mandarini e dagli eruditi cinesi. Ma nel mondo cristiano, nei decenni seguenti, esponenti di altri ordini religiosi (soprattutto gli ortodossi francescani e domenicani, peraltro molto legati, dal punto di vista politico, alla avversaria potenza spagnola), ritennero che alcuni aspetti di quei culti fossero contrari ai dettami della religione cristiana fino a sfociare, dopo la morte di Ricci, in aperto, e vincente, contrasto teologico.

### Alla corte dell'imperatore

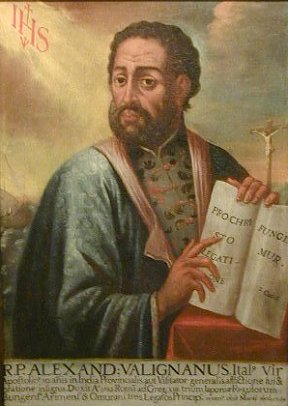
Padre Alessandro Valignano

Nel 1600 Ricci ritentò la strada per Pechino rivolgendosi direttamente all'imperatore Wan Li (万历, altro nome dell'imperatore Shénzōng 神宗, regnante 1572-1620). In una missiva il gesuita menzionava l'amicizia con la Cina ed esprimeva ammirazione per la sua straordinaria cultura. L'imperatore rispose con un editto che ordinava al gesuita di recarsi a Pechino e di presentarsi con dei doni. Ricci si imbarcò e risalì per oltre 600 chilometri il Canale Imperiale, ma appena arrivato fu fatto prigioniero da Ma Tang, uno dei più potenti eunuchi di corte; dopo sei mesi, nel gennaio 1601, aiutato da mandarini amici, venne ospitato nel Palazzo degli Stranieri.
Il 24 gennaio 1601 Ricci fece il suo ingresso a Pechino. Tre giorni dopo, ammesso a corte, Ricci offrì alcuni quadri raffiguranti il Salvatore, la Madonna e San Giovanni, assieme ad altri doni di vario genere. Ricci fu così ricevuto a Corte (anche se non fu presentato all'imperatore) ed ottenne il permesso di trasferirsi nella capitale. Nel 1602 fu inaugurata la prima missione cattolica a Pechino. In poco tempo Ricci divenne amico delle élite del Paese ed ebbe licenza di celebrare la messa in pubblico. Altri 40 padri gesuiti si unirono a lui.
Padre Matteo Ricci introdusse nella cultura cinese i primi elementi di geometria euclidea, di geografia e di astronomia con l'uso del sestante, traducendo, assieme a Xu Guangqi (mandarino convertito al cattolicesimo) i primi sei libri degli Elementi di Euclide. Nel 1603 avviò la polemica antibuddhista pubblicando il Tiānzhǔ shíyì (天主實義, «Il vero significato del Signore del cielo») dove accusava di "arroganza" il Buddha Shakyamuni fondatore del Buddhismo. Questa pubblicazione provocò la reazione di intellettuali e monaci buddhisti, come Yúnqī Zhū Hóng (雲棲祩宏, 1535-1615) e Ŏuyì Zhìxù (蕅益智旭, 1599–1655), che a loro volta pubblicarono studi critici e polemici nei confronti del Cristianesimo.
Nel 1604 padre Alessandro Valignano distaccò la provincia della Cina da quella di Macao nominando Matteo Ricci Superiore Provinciale della Cina.
Nel 1606 i tempi erano maturi per l'arrivo del Visitatore, padre Alessandro Valignano, nelle missioni cinesi fino a Pechino, ma pochi giorni prima della partenza da Macao, Valignano morì. Lasciò in eredità, in Giappone, 150000 cattolici, oltre duecento chiese, scuole, seminari, una tipografia e seicento tra presbiteri ed accoliti oltre al Collegio dei Gesuiti di Macao, primo ateneo dell'estremo oriente. Matteo Ricci diventò così la più elevata personalità gesuita in Asia, con l'eccezione di padre Francisco Cabral che, per la sola India, aveva già sostituito Valignano nel ruolo sia di padre Provinciale che di Visitatore.
Nel 1609 fondò la Confraternita della Madre di Dio e dette inizio ai lavori della prima chiesa pubblica di Pechino. La sua autorità e il suo prestigio sociale divennero tali che la madre dell'imperatore e numerose dame di corte si convertirono alla fede cattolica. L'11 maggio 1610, prima che la costruzione fosse terminata, padre Matteo Ricci morì a cinquantotto anni e fu sepolto, grazie all'interessamento del suo stretto collaboratore Diego de Pantoja, nel giardino di Shal a Pechino, ove riposa tuttora. Se eccettuiamo Padre Alessandro Valignano, sepolto a Macao, all'epoca territorio cinese sotto sovranità portoghese, Matteo Ricci fu il primo straniero europeo, non diplomatico, ad essere sepolto in Cina. Nella sua vita aveva convertito, direttamente o indirettamente, tremila persone.
Dopo la sua morte i suoi contributi vennero pienamente riconosciuti dall'imperatore Wanli e le sue spoglie vennero sepolte nel cimitero di Zhalan, in un terreno che oggi costituisce il parco della Scuola di Amministrazione di Pechino.

## L'opera culturale e scientifica
Matteo Ricci si adoperò per introdurre presso i cinesi le scoperte scientifiche avvenute in Europa. Per dimostrare lo stato avanzato raggiunto dalla tecnologia europea, mostrò nei suoi incontri con i letterati confuciani e le personalità importanti un orologio automatico e la carta geografica del globo.
Avendo trovato delle somiglianze tra la cultura confuciana ed alcuni aspetti della filosofia greca e latina, Ricci fece conoscere ai cinesi alcune opere fondamentali del pensiero occidentale. Tradusse in cinese il Manuale di Epitteto, intitolandolo "Il libro dei 25 paragrafi" e parafrasandone in senso cristiano molti passi.

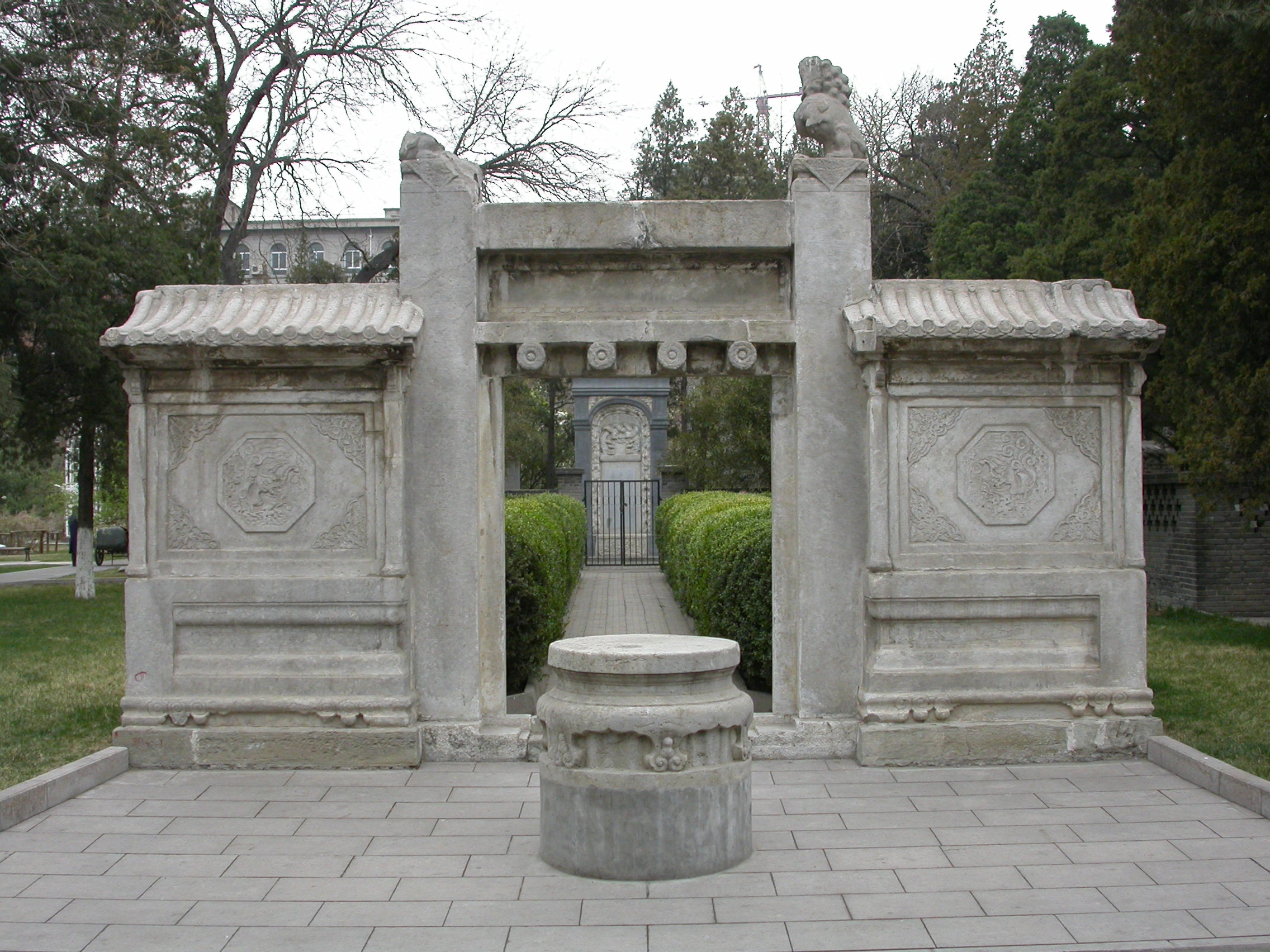
Tomba di Ricci nel cortile posteriore del Collegio Amministrativo di Pechino

Nel 1607 Ricci, insieme con il matematico cinese convertito Xu Guangqi, tradusse i primi libri degli Elementi di Euclide in cinese. Inoltre Ricci si dedicò alla realizzazione di un atlante mondiale in cinese, curando personalmente la traduzione dei nomi europei nella lingua locale. Molti dei nomi da lui coniati sono usati tutt'oggi in Cina. Ricci, inoltre, introdusse in Europa molti aspetti della civiltà cinese, presentandoli in genere sotto una luce favorevole. In ciò ebbe un ruolo importante l'opera del gesuita fiammingo Nicolas Trigault, che tradusse in latino i suoi diari di viaggio, fornendo una versione ancora più idealizzata della classe dirigente cinese.

## Celebrazioni di Matteo Ricci dal XX al XXI secolo
- Il 19 aprile 1984 l'allora vescovo di Macerata Francesco Tarcisio Carboni ha aperto la sua causa di beatificazione.
- Sulle mura della Città imperiale di Pechino sorge ancora oggi l'osservatorio astronomico intitolato a Matteo Ricci, che contiene strumenti astronomici degli inizi del Seicento, alcuni dei quali disegnati dallo stesso Padre gesuita.
- L'effigie di Matteo Ricci, unico occidentale insieme ad un altro italiano, Marco Polo, compare nel fregio in marmi policromi che racconta la storia cinese all'interno del Millennium Centre di Pechino, sede delle riunioni ai massimi livelli del Partito Comunista Cinese.

## Opere

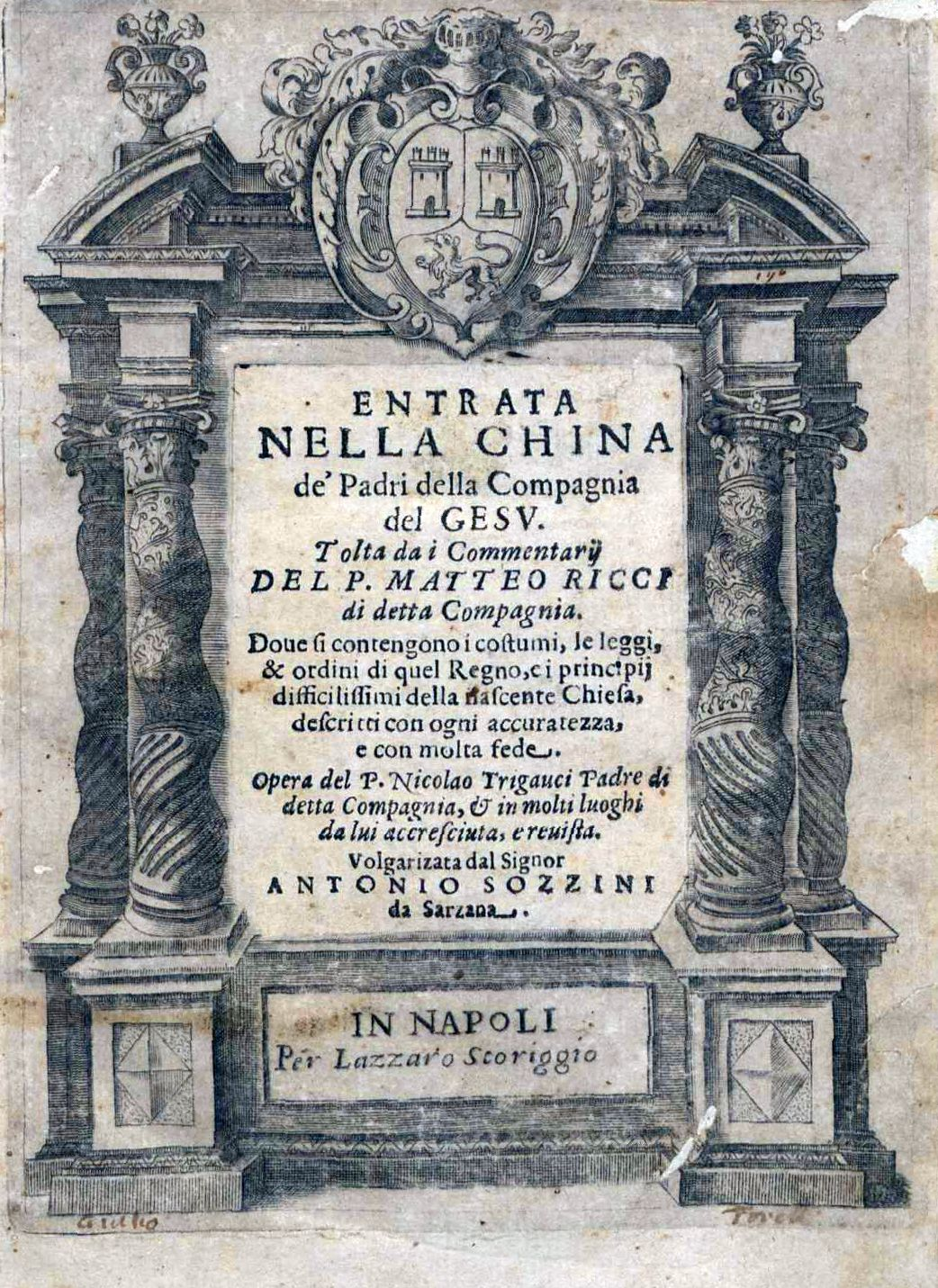
De Christiana Expeditione apud Sinas suscepta ab Societate Iesu, 1622

Matteo Ricci compose in cinese più di 20 opere di matematica, astronomia e religione.
Le principali sono:
- Matteo Ricci, Carta geografica completa di tutti i regni del mondo,
- Matteo Ricci, Genuina nozione del Signore del Cielo,
- Matteo Ricci, Commentari
- Matteo Ricci, Dell'amicizia, Nanchang, 1595[11]
- Matteo Ricci, Trattato dei quattro elementi, 1599-1600
- Matteo Ricci, Trattato sulle costellazioni[12]
- Matteo Ricci, Sommario della dottrina christiana, 1605
- Matteo Ricci, Dieci capitoli di un uomo strano, Pechino, 1608
- Matteo Ricci, Della entrata della compagnia di Giesù e Christianità nella Cina, Pechino, 1609
- Matteo Ricci, Annua della Cina del 1606 e 1607, Bartolomeo Zanetti, 2., 1610.
- Matteo Ricci, De Christiana Expeditione apud Sinas suscepta ab Societate Iesu, Horace Cardon, 1. ; Jean Julliéron, 2., 1616.
- (LA) De Christiana Expeditione apud Sinas suscepta ab Societate Iesu, Napoli, Lazzaro Scoriggio, 1622.

## Intitolazioni
Uno dei palazzi che ad Ancona ospitano gli uffici della Giunta regionale delle Marche è chiamato "Palazzo Li Madou", il nome cinese di padre Matteo Ricci.